# 连续函数演算
在数学中，特别是在算子理论和C*-代数理论中，连续函数演算是一种允许将连续函数作用于C*-代数中的正规元的函数演算。
在进阶的理论中，这种函数演算的应用非常自然，以至于往往它甚至不会被提及。毫不夸张地说，连续函数演算将C*-代数与更一般的巴拿赫代数区分了开来，对于后者只能定义全纯函数演算。

## 动机
对于巴拿赫代数 {\displaystyle {\mathcal {A}}} 中的成员 {\displaystyle a} ，若要将其谱 {\displaystyle \sigma (a)} 上的多项式函数演算推广到谱上的连续函数，似乎有一个明显的思路：依照魏尔施特拉斯逼近定理用多项式来逼近连续函数，然后将多项式中的数换成 {\displaystyle {\mathcal {A}}} 中成员 {\displaystyle a} ，再证明这些 {\displaystyle a} 的多项式序列收敛为 {\displaystyle {\mathcal {A}}} 中元素。
谱集 {\displaystyle \sigma (a)\subset \mathbb {C} } 上的连续函数由 {\displaystyle z} 和 {\displaystyle {\overline {z}}} 的形如 {\displaystyle p(z,{\overline {z}})=\sum _{k,l=0}^{N}c_{k,l}z^{k}{\overline {z}}^{l}\;\left(c_{k,l}\in \mathbb {C} \right)} 的多项式来逼近，其中 {\displaystyle {\overline {z}}} 表示 {\displaystyle z} 的复共轭，而复共轭是复数上的一个對合。在将 {\displaystyle z} 替换为 {\displaystyle a} 时，为使 {\displaystyle {\overline {z}}} 也有对应，须考虑 {\displaystyle {\mathcal {A}}} 为巴拿赫*-代数，即配备了一个对合运算 {\displaystyle *} 的巴拿赫代数，这时 {\displaystyle {\overline {z}}} 就被替换为 {\displaystyle a^{*}} 。由于多项式环 {\displaystyle \mathbb {C} [z,{\overline {z}}]} 是交换环，为得到一个 {\displaystyle {\mathbb {C} }[z,{\overline {z}}]\rightarrow {\mathcal {A}}} 的代數同態，须限制在 {\displaystyle {\mathcal {A}}} 中的正规元（即满足 {\displaystyle a^{*}a=aa^{*}} 的成员）上。
须保证：若多项式序列 {\displaystyle (p_{n}(z,{\overline {z}}))_{n}} 在 {\displaystyle \sigma (a)} 上一致收斂于一连续函数 {\displaystyle f} ，则 {\displaystyle {\mathcal {A}}} 上的序列 {\displaystyle (p_{n}(a,a^{*}))_{n}} 收敛于 {\displaystyle f(a)\in {\mathcal {A}}} 。对这个收敛性的问题进行细致分析之后，就会发现有必要采用C*-代数。这些考量最终将导向所谓的连续函数演算。

## 定义
连续函数演算 — 设有单位元 {\displaystyle e} 的C*-代数 {\displaystyle {\mathcal {A}}} 中有一正规元 {\displaystyle a} ，而 {\displaystyle {\mathcal {C}}(\sigma (a))} 是 {\displaystyle a} 谱集 {\displaystyle \sigma (a)} 上的连续函数所构成的交换C*-代数。于是存在唯一一个*-同态 {\displaystyle \Phi _{a}\colon {\mathcal {C}}(\sigma (a))\rightarrow {\mathcal {A}}} 满足 {\displaystyle \Phi _{a}({\boldsymbol {1}})=e} 和 {\displaystyle \Phi _{a}(\operatorname {Id} _{\sigma (a)})=a} ，其中常值函数 {\displaystyle {\boldsymbol {1}}} 满足 {\displaystyle {\boldsymbol {1}}(z)=1} ， {\displaystyle \operatorname {Id} } 是恒等映射。
该*-同态 {\displaystyle \Phi _{a}} 称为正规元 {\displaystyle a} 的连续函数演算，通常也记作 {\displaystyle f(a):=\Phi _{a}(f)}。 
由于*-同态性质，有以下对任意函数 {\displaystyle f,g\in {\mathcal {C}}(\sigma (a))} 与标量 {\displaystyle \lambda ,\mu \in \mathbb {C} } 有效的计算规则： 
| - {\displaystyle (\lambda f+\mu g)(a)=\lambda f(a)+\mu g(a)\qquad } | （线性） |
| - {\displaystyle (f\cdot g)(a)=f(a)\cdot g(a)}                      | （乘法） |
| - {\displaystyle {\overline {f}}(a)=\colon \;(f^{*})(a)=(f(a))^{*}} | （对合） |

因此，可以同寻常连续函数那样看待连续函数在正规元上的推广，它的上述代数运算性质同寻常的连续复函数情况没有区别。
对于单位元的要求并不是一个强的限制。如果需要，可以添加一个单位元，得到一个扩大了的C*-代数 {\displaystyle {\mathcal {A}}_{1}} 。对于 {\displaystyle a\in {\mathcal {A}}} 和满足 {\displaystyle f(0)=0} 的 {\displaystyle f\in {\mathcal {C}}(\sigma (a))} ，有 {\displaystyle 0\in \sigma (a)} 和 {\displaystyle f(a)\in {\mathcal {A}}\subset {\mathcal {A}}_{1}} 。
下面给出连续函数演算的存在性和唯一性的证明概要：
设 {\displaystyle C^{*}(a,e)} 是 {\displaystyle a} 和 {\displaystyle e} 所生成的C*-子代数， {\displaystyle a} 在 {\displaystyle C^{*}(a,e)} 中的谱和在 {\displaystyle {\mathcal {A}}} 中时是一样的，于是证明了 {\displaystyle {\mathcal {A}}=C^{*}(a,e)} 。 实际的构造几乎直接可从盖尔范德表示中得出：只需设 {\displaystyle {\mathcal {A}}} 是某个紧空间 {\displaystyle X} 上的连续函数所构成的C*-代数并定义 {\displaystyle \Phi _{a}(f)=f\circ x} 。
考虑到 {\displaystyle \Phi _{a}({\boldsymbol {1}})} 和 {\displaystyle \Phi _{a}(\operatorname {Id} _{\sigma (a)})} 已被固定，由于要求 {\displaystyle \Phi _{a}} 为*-同态，它对于所有的多项式 {\textstyle p(z,{\overline {z}})=\sum _{k,l=0}^{N}c_{k,l}z^{k}{\overline {z}}^{l}\;\left(c_{k,l}\in \mathbb {C} \right)} 来说已经唯一定义。根据魏尔施特拉斯逼近定理，它们构成了 {\displaystyle {\mathcal {C}}(\sigma (a))} 的一个稠密子代数。因此 {\displaystyle \Phi _{a}} 是唯一的。
在泛函分析中，常对正规算子 {\displaystyle T} 的连续函数演算感兴趣，即 {\displaystyle {\mathcal {A}}} 是希尔伯特空间 {\displaystyle H} 上的有界算子所构成的C*-代数 {\displaystyle {\mathcal {B}}(H)} 的情况。在文献中，通常仅对此情况的自伴算子的连续函数演算作了证明。在这种情况下，证明不需要用到盖尔范德表示。 

## 性质

### 到子代数的等距同构
连续函数演算 {\displaystyle \Phi _{a}} 是到 {\displaystyle a} 和 {\displaystyle e} 所生成的C*-子代数 {\displaystyle C^{*}(a,e)} 的等距同构，即：
- {\displaystyle \forall f\in {\mathcal {C}}(\sigma (a)),\quad \left\|\Phi _{a}(f)\right\|=\left\|f\right\|_{\sigma (a)}.}于是 {\displaystyle \Phi _{a}}显然是连续的。
- {\displaystyle \Phi _{a}\left({\mathcal {C}}(\sigma (a))\right)=C^{*}(a,e)\subseteq {\mathcal {A}},} 也就是说 {\displaystyle C^{*}(a,e)} 是连续函数演算的值域。

由于 {\displaystyle a} 是 {\displaystyle {\mathcal {A}}} 中的正规元，由 {\displaystyle a} 和 {\displaystyle e} 生成的C*-子代数是一个交换代数。特别地， {\displaystyle f(a)} 也是一个正规元，且函数演算的所有成员间都对易。

### 与其他函数演算的关系
全纯函数演算可无歧义地扩张为连续函数演算。因此，连续函数演算在多项式 {\displaystyle p(z,{\overline {z}})} 上重合于多项式函数演算：
{\displaystyle \forall c_{k,l}\in \mathbb {C} ,\quad \Phi _{a}(p(z,{\overline {z}}))=p(a,a^{*})=\sum _{k,l=0}^{N}c_{k,l}a^{k}(a^{*})^{l},}
其中 {\displaystyle p(z,{\overline {z}})=\sum _{k,l=0}^{N}c_{k,l}z^{k}{\overline {z}}^{l}} 。
对于 {\displaystyle \sigma (a)} 上一致收敛于函数 {\displaystyle f\in {\mathcal {C}}(\sigma (a))} 的函数序列 {\displaystyle f_{n}\in {\mathcal {C}}(\sigma (a))} ， {\displaystyle f_{n}(a)} 收敛于 {\displaystyle f(a)} 。对于 {\displaystyle \sigma (a)} 上绝对且一致地收敛的幂级数 {\textstyle f(z)=\sum _{n=0}^{\infty }c_{n}z^{n}} ，就有 {\textstyle f(a)=\sum _{n=0}^{\infty }c_{n}a^{n}} 。

### 反函数的连续函数演算
若有 {\displaystyle f\in {\mathcal {C}}(\sigma (a))} 和 {\displaystyle g\in {\mathcal {C}}(\sigma (f(a)))} ，那么它们的函数演算的复合满足 {\displaystyle (g\circ f)(a)=g(f(a))} 。
设有两个正规元 {\displaystyle a,b\in {\mathcal {A}}_{N}} 满足 {\displaystyle f(a)=f(b)} ，且无论限制在 {\displaystyle \sigma (a)} 还是 {\displaystyle \sigma (b)} 上时 {\displaystyle g} 都是 {\displaystyle f} 的反函数，那么必然有 {\displaystyle a=b} ，因为 {\displaystyle a=(f\circ g)(a)=f(g(a))=f(g(b))=(f\circ g)(b)=b} 。

### 谱映射定理
谱映射定理 {\displaystyle \forall f\in {\mathcal {C}}(\sigma (a)),\quad \sigma (f(a))=f(\sigma (a))} 
也成立。
对于 {\displaystyle b\in {\mathcal {A}}} ，若有 {\displaystyle ab=ba} ，那么也有
{\displaystyle \forall f\in {\mathcal {C}}(\sigma (a)),\quad f(a)b=bf(a).}
也就是说若 {\displaystyle b} 与 {\displaystyle a} 对易，则它也与 {\displaystyle a} 的在连续函数下的像 {\displaystyle f(a)} 对易。

### 与*-同态相容
设 {\displaystyle \Psi \colon {\mathcal {A}}\rightarrow {\mathcal {B}}} 是C*-代数 {\displaystyle {\mathcal {A}}} 和 {\displaystyle {\mathcal {B}}} 间的保单位元的*-同态，那么 {\displaystyle \Psi } 与连续函数演算间的复合是对易的。也就是说：
{\displaystyle \forall f\in C(\sigma (a)),\quad \Psi (f(a))=f(\Psi (a)).}
特别地，连续函数演算与盖尔范德表示是对易的。

### 函数性质与像的性质间的关系
利用谱映射定理，具有某些性质的函数可以直接关联到C*-代数成员的某些性质：
- {\displaystyle f(a)} 是可逆元当且仅当 {\displaystyle f} 在 {\displaystyle \sigma (a)} 上没有零点。[14]于是有 {\textstyle f(a)^{-1}={\tfrac {1}{f}}(a)} 。[15]

- {\displaystyle f(a)} 是自伴元当且仅当 {\displaystyle f} 是实值函数，也就是{\displaystyle \sigma (a)\subseteq \{0,1\}}说 {\displaystyle f(\sigma (a))\subseteq \mathbb {R} }.
- {\displaystyle f(a)} 是正元（ {\displaystyle f(a)\geq 0} ）当且仅当 {\displaystyle f\geq 0} ，也就是说 {\displaystyle f(\sigma (a))\subseteq [0,\infty )}.
- {\displaystyle f(a)} 是幺正元，若 {\displaystyle f} 的值落在复单位圆中。也就是说， {\displaystyle f(\sigma (a))\subseteq \mathbb {T} =\{\lambda \in \mathbb {C} \mid \left\|\lambda \right\|=1\}.}
- {\displaystyle f(a)} 是一个投影，若 {\displaystyle f} 仅取值 {\displaystyle 0} 或 {\displaystyle 1} ，也就是说 {\displaystyle f(\sigma (a))\subseteq \{0,1\}}.

这些断言的基础是关于特定元素的谱的结论，这些结论会在§ 应用一节中展示。

### 有界算子代数的谱
在 {\displaystyle {\mathcal {A}}} 是希尔伯特空间 {\displaystyle H} 上的有界算子所构C*-代数 {\displaystyle {\mathcal {B}}(H)} 的特殊情况下，正规算子 {\displaystyle T\in {\mathcal {B}}(H)} 的对应特征值 {\displaystyle \lambda \in \sigma (T)} 的特征向量 {\displaystyle v\in H} 也将是算子 {\displaystyle f(T)} 关于特征值 {\displaystyle f(\lambda )\in \sigma (f(T))} 的特征向量。设 {\displaystyle Tv=\lambda v} ， 则 {\displaystyle \forall f\in \sigma (T),\quad f(T)v=f(\lambda )v} 。

## 应用
下面给出连续函数演算的众多应用中一些典型且非常简单的例子。

### 谱
设 {\displaystyle {\mathcal {A}}} 是一个C*-代数而 {\displaystyle a\in {\mathcal {A}}_{N}} 为其中一个正规元，则对于谱 {\displaystyle \sigma (a)} 有以下结论：
- {\displaystyle a} 是自伴元当且仅当 {\displaystyle \sigma (a)\subseteq \mathbb {R} .}
- {\displaystyle a} 是幺正元当且仅当 {\displaystyle \sigma (a)\subseteq \mathbb {T} =\{\lambda \in \mathbb {C} \mid \left\|\lambda \right\|=1\}.}
- {\displaystyle a} 是一个投影当且仅当 {\displaystyle \sigma (a)\subseteq \{0,1\}}.

正规元 {\displaystyle a\in {\mathcal {A}}} 的连续函数演算 {\displaystyle \Phi _{a}} 是一个保单位元的*-同态，因此若 {\displaystyle \operatorname {Id} \in {\mathcal {C}}(\sigma (a))} 是自伴的/幺正的/投影，则 {\displaystyle a} 也相应地成为自伴元/幺正元/投影。
1. {\displaystyle \operatorname {Id} } 自伴的充要条件是 {\displaystyle \forall z\in \sigma (a),\quad z={\text{Id}}(z)={\overline {\text{Id}}}(z)={\overline {z}},} 即 {\displaystyle \sigma (a)} 是实的。
2. {\displaystyle {\text{Id}}} 幺正的充要条件是 {\displaystyle \forall z\in \sigma (a),\quad 1={\text{Id}}(z){\overline {\operatorname {Id} }}(z)=z{\overline {z}}=|z|^{2},} 即 {\displaystyle \sigma (a)\subseteq \{\lambda \in \mathbb {C} \ |\ \left\|\lambda \right\|=1\}} 。
3. {\displaystyle {\text{Id}}} 成为投影的充要条件是 {\displaystyle (\operatorname {Id} (z))^{2}=\operatorname {Id} }(z)={\overline {\operatorname {Id} (z),}} 即 {\displaystyle \forall z\in \sigma (a),\quad z^{2}=z={\overline {z}},} 或者说 {\displaystyle \sigma (a)\subseteq \{0,1\}} 。

### 开方
设 {\displaystyle a} 是 C*-代数 {\displaystyle {\mathcal {A}}} 中的正元，那么对于每一个 {\displaystyle n\in \mathbb {N} } 存在一个唯一确定的正元 {\displaystyle b\in {\mathcal {A}}_{+}} 满足 {\displaystyle b^{n}=a} ，即唯一的 {\displaystyle n} 次方根。
对于每个 {\displaystyle n\in \mathbb {N} } ，开方函数 {\displaystyle f_{n}\colon \mathbb {R} _{0}^{+}\to \mathbb {R} _{0}^{+}\colon x\mapsto {\sqrt[{n}]{x}}} 是 {\displaystyle \sigma (a)\subseteq \mathbb {R} _{0}^{+}} 上的连续函数。若通过连续函数演算来定义 {\displaystyle b\;\colon =f_{n}(a)} ，那么根据连续函数演算的性质有 {\displaystyle b^{n}=(f_{n}(a))^{n}=(f_{n}^{n})(a)=\operatorname {Id} _{\sigma (a)}(a)=a.}
根据谱映射定理可知 {\displaystyle \sigma (b)=\sigma (f_{n}(a))=f_{n}(\sigma (a))\subseteq [0,\infty ),} 也就是说 {\displaystyle b} 是正元。
设有另一正元 {\displaystyle c\in {\mathcal {A}}_{+}} 满足 {\displaystyle c^{n}=a=b^{n}} ，则有 {\displaystyle c=f_{n}(c^{n})=f_{n}(b^{n})=b} ，因为正实数上的开方函数是函数 {\displaystyle z\mapsto z^{n}} 的反函数。
若 {\displaystyle a\in {\mathcal {A}}_{sa}} 是自伴元，则至少有：对于每个奇数 {\displaystyle n\in \mathbb {N} } ，存在唯一确定的自伴元 {\displaystyle b\in {\mathcal {A}}_{sa}} 满足 {\displaystyle b^{n}=a} 。
类似地，对于C*-代数 {\displaystyle {\mathcal {A}}} 中正元 {\displaystyle a} 和任意 {\displaystyle \alpha \geq 0} ， {\displaystyle a^{\alpha }} 唯一定义了一个 {\displaystyle C^{*}(a)} 中的正元，并满足 {\displaystyle \forall \alpha ,\beta \geq 0,\quad a^{\alpha }a^{\beta }=a^{\alpha +\beta }.}
若 {\displaystyle a} 是可逆元，则还可以推广到取负值的 {\displaystyle \alpha } 。

### 绝对值
若 {\displaystyle a\in {\mathcal {A}}} 且 {\displaystyle a^{*}a} 是正元，那么绝对值可由连续函数演算定义为 {\displaystyle |a|={\sqrt {a^{*}a}}} ，因为它在正实数上连续。
设 {\displaystyle a} 是C*-代数 {\displaystyle {\mathcal {A}}} 中的自伴元，则存在正元 {\displaystyle a_{+},a_{-}\in {\mathcal {A}}_{+}} ，使得 {\displaystyle a=a_{+}-a_{-}} 和 {\displaystyle a_{+}a_{-}=a_{-}a_{+}=0} 成立。 {\displaystyle a_{+}} 和 {\displaystyle a_{-}} 也被称为正部和负部。此外还有 {\displaystyle |a|=a_{+}+a_{-}} 。
函数 {\displaystyle f_{+}(z)=\max(z,0)} 和 {\displaystyle f_{-}(z)=-\min(z,0)} 是 {\displaystyle \sigma (a)\subseteq \mathbb {R} } 上的连续函数且满足
- {\displaystyle \operatorname {Id} (z)=z=f_{+}(z)-f_{-}(z),}
- {\displaystyle f_{+}(z)f_{-}(z)=f_{-}(z)f_{+}(z)=0.}

设 {\displaystyle a_{+}=f_{+}(a),a_{-}=f_{-}(a)} ，由谱映射定理可知 {\displaystyle a_{+}} 和 {\displaystyle a_{-}} 是正元，且有：
- {\displaystyle a=\operatorname {Id} (a)=(f_{+}-f_{-})(a)=f_{+}(a)-f_{-}(a)=a_{+}-a_{-},}
- {\displaystyle a_{+}a_{-}=f_{+}(a)f_{-}(a)=(f_{+}f_{-})(a)=0=(f_{-}f_{+})(a)=f_{-}(a)f_{+}(a)=a_{-}a_{+}.}

此外，
{\displaystyle f_{+}(z)+f_{-}(z)=|z|={\sqrt {z^{*}z}}={\sqrt {z^{2}}},}
故
{\displaystyle a_{+}+a_{-}=f_{+}(a)+f_{-}(a)=|a|={\sqrt {a^{*}a}}={\sqrt {a^{2}}}.}

### 幺正元
若 {\displaystyle a} 是有单位元 {\displaystyle e} 的C*-代数 {\displaystyle {\mathcal {A}}} 中的自伴元，那么 {\displaystyle u=\mathrm {e} ^{\mathrm {i} a}} 是幺正元，其中 {\displaystyle \mathrm {i} } 表示虚数单位。反过来，若 {\displaystyle u\in {\mathcal {A}}_{U}} 是一个幺正元且其谱是复单位圆的真子集（即 {\displaystyle \sigma (u)\subsetneq \mathbb {T} } ），那么存在一个自伴元 {\displaystyle a\in {\mathcal {A}}_{sa}} 满足 {\displaystyle u=\mathrm {e} ^{\mathrm {i} a}} 。
定义函数 {\displaystyle f\colon \mathbb {R} \to \mathbb {C} ,\ x\mapsto \mathrm {e} ^{\mathrm {i} x}} ，由于 {\displaystyle a} 的自伴性使得 {\displaystyle \sigma (a)\subset \mathbb {R} } ，那么 {\displaystyle f} 在 {\displaystyle a} 的谱上有定义。取 {\displaystyle u=f(a)} ，由于 {\displaystyle f\cdot {\overline {f}}={\overline {f}}\cdot f=1} ，根据函数演算性质可知 {\displaystyle uu^{*}=u^{*}u=e} ，也就是说 {\displaystyle u} 是幺正元。
对于第二个命题，现在将 {\displaystyle f\colon \mathbb {R} \to \mathbb {C} ,\ x\mapsto \mathrm {e} ^{\mathrm {i} x}} 限制到区间 {\displaystyle [z_{0},z_{0}+2\pi )} 上（其中 {\displaystyle z_{0}\in \mathbb {R} } ），从而可以定义其反函数 {\displaystyle g:\mathbb {T} \to [z_{0},z_{0}+2\pi ):\ g(\mathrm {e} ^{\mathrm {i} x})=x} ，且 {\displaystyle g} 在谱集 {\displaystyle \sigma (u)} 上有定义，且是其上的实值连续函数。那么它的连续函数函数演算就会将 {\displaystyle u} 映为自伴元 {\displaystyle a=g(u)} 。

### 谱分解定理
设 {\displaystyle {\mathcal {A}}} 是一个有单位元的C*-代数，其中有一个正规元 {\displaystyle a\in {\mathcal {A}}_{N}} 。假设谱由 {\displaystyle n} 个两两不相交的闭子集 {\displaystyle \sigma _{k}\subset \mathbb {C} ,\ (1\leq k\leq n)} 构成，也就是说 {\displaystyle \sigma (a)=\sigma _{1}\sqcup \cdots \sqcup \sigma _{n}} 。那么就存在投影 {\displaystyle p_{1},\ldots ,p_{n}\in {\mathcal {A}}} ，使得下面的命题对任意 {\displaystyle j\geq 1,k\leq n} 都成立：
1. 投影的谱满足 {\displaystyle \sigma (p_{k})=\sigma _{k}.}
2. 投影与 {\displaystyle a} 对易，即 {\displaystyle p_{k}a=ap_{k}.}
3. 投影是正交的，即 {\displaystyle p_{j}p_{k}=\delta _{jk}p_{k}.}
4. 投影之和为单位元，即 {\displaystyle \sum _{k=1}^{n}p_{k}=e.}

特别是，有分解 {\textstyle a=\sum _{k=1}^{n}a_{k}} ，其中 {\displaystyle \forall 1\leq k\leq n,\sigma (a_{k})=\sigma _{k}.}
由于 {\displaystyle \sigma _{k}} 是闭的，故其指示函数 {\displaystyle \chi _{\sigma _{k}}} 在 {\displaystyle \sigma (a)} 上连续，可以定义其连续函数演算。
令 {\displaystyle p_{k}:=\chi _{\sigma _{k}}(a)} 。
由于 {\displaystyle \sigma _{k}} 两两不交，有
- {\displaystyle \chi _{\sigma _{j}}\chi _{\sigma _{k}}=\delta _{jk}\chi _{\sigma _{k}},}
- {\displaystyle \sum _{k=1}^{n}\chi _{\sigma _{k}}=\chi _{\cup _{k=1}^{n}\sigma _{k}}=\chi _{\sigma (a)}={\textbf {1}},}

从而由指示函数的连续函数演算所得的 {\displaystyle p_{k}} 满足性质3、4。
性质2则可由 {\displaystyle a_{k}=ap_{k}=\operatorname {Id} (a)\cdot \chi _{\sigma _{k}}(a)=(\operatorname {Id} \cdot \chi _{\sigma _{k}})(a)} 证明。